# 熊本城

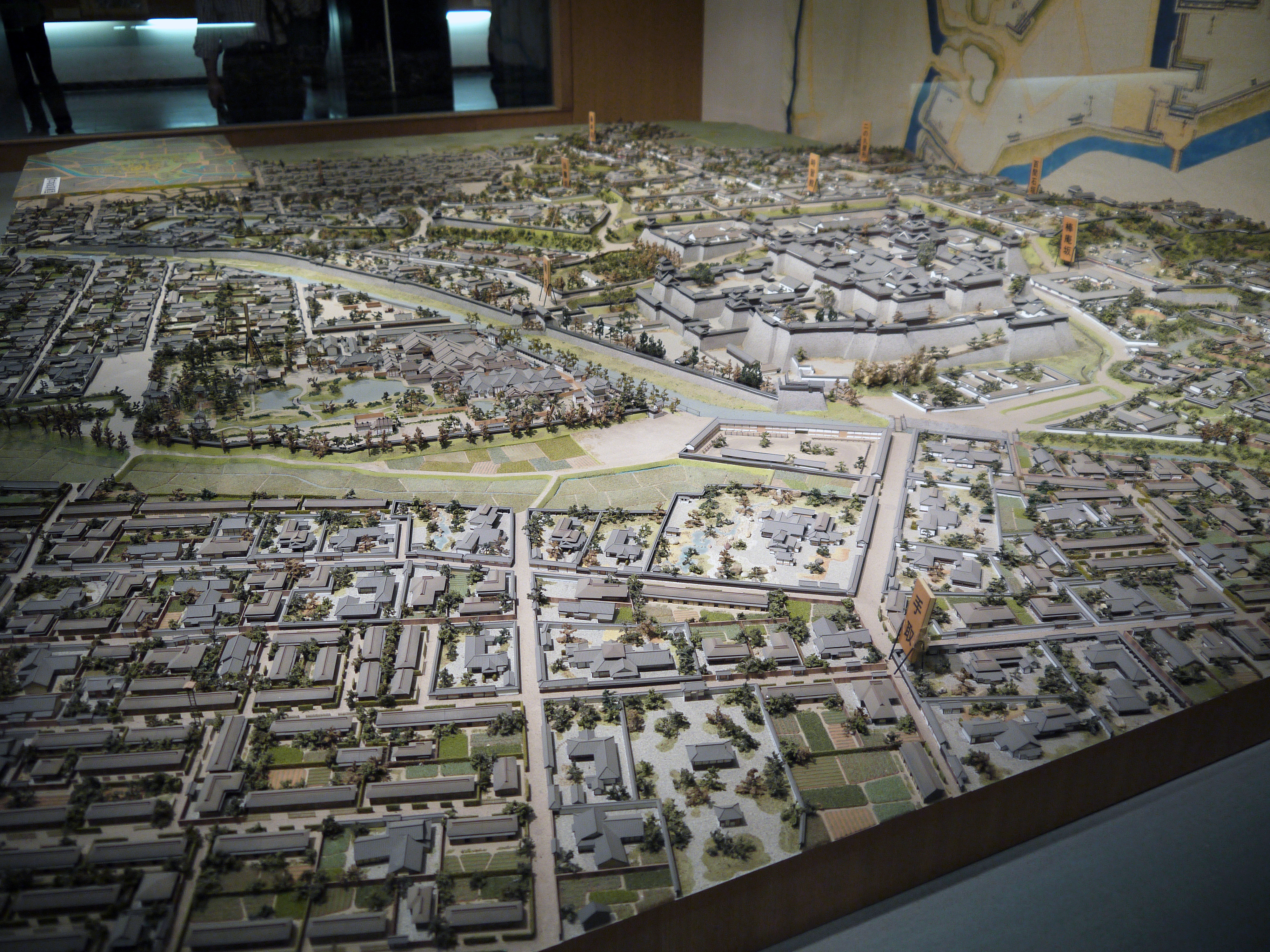
江户时代

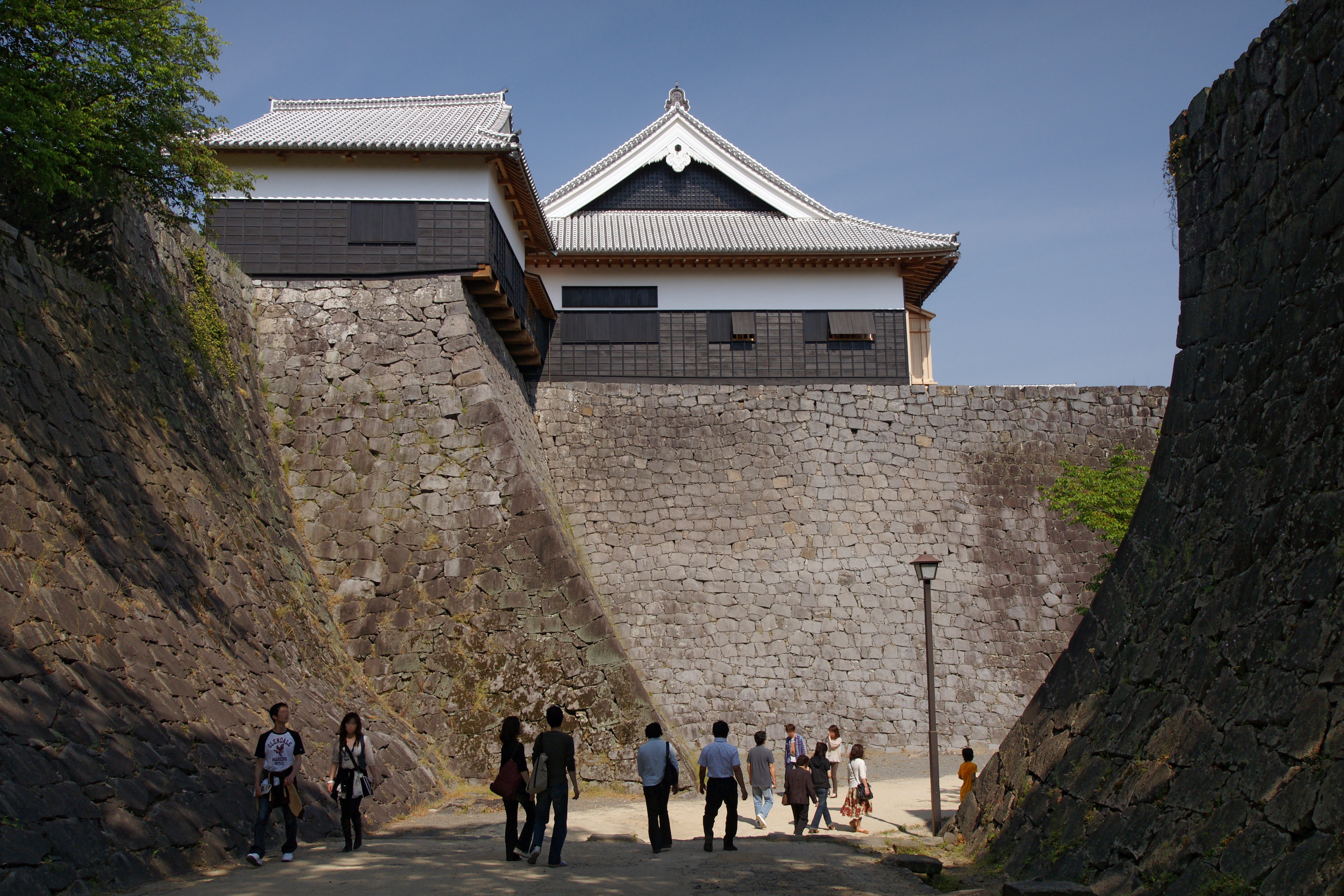
本丸御殿

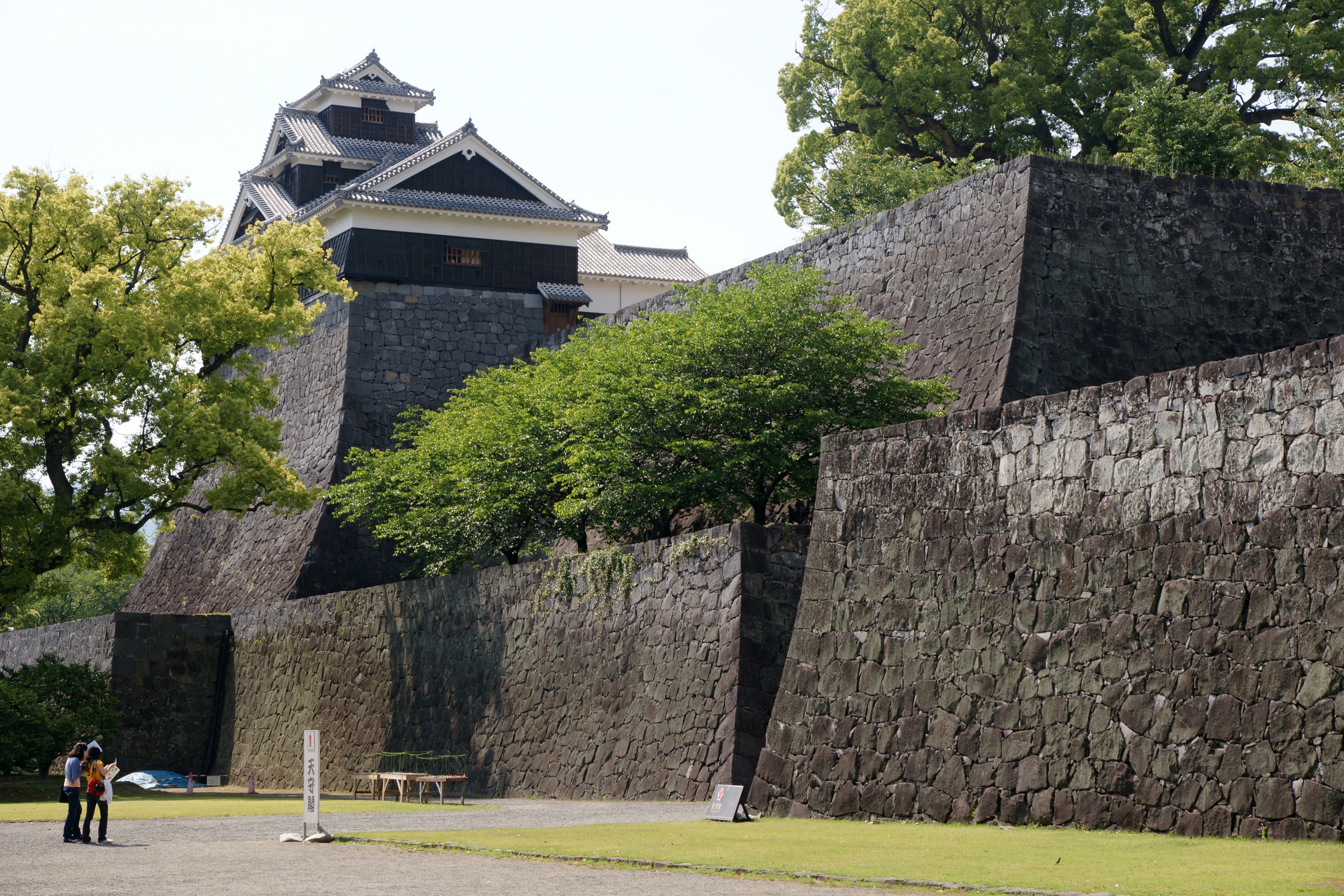
飯田丸五階櫓

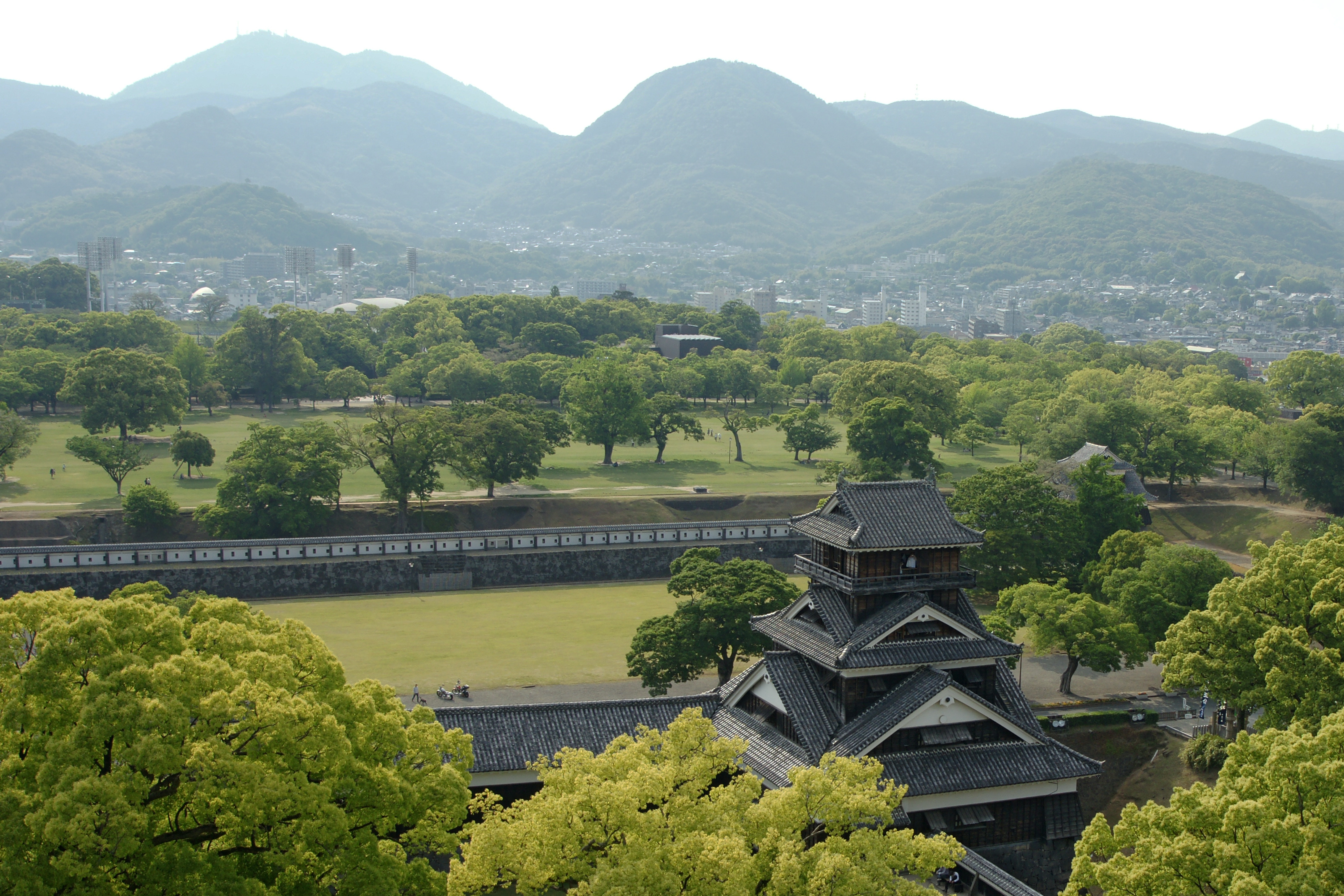
来自望楼的景色（右下為宇土橹）

熊本城（日语：熊本城）位於日本熊本縣熊本市中央區。別稱銀杏城（日语：銀杏城）。日本三大名城之一。

## 概要
前身是室町時代阿蘇家的隈本城加以改建而成，安土桃山時代豐臣政權入主肥後國後，此城即當地藩主的官邸，面積達九十八萬平方公尺。
熊本城另一名稱為銀杏城，由於當加藤清正建造此城時，已經考慮到萬一發生圍城戰時，城內需要有食物供應，因此便廣植銀杏，甚至連城內地席的材質，都是利用芋莖晒乾做成的，可以作為圍城戰時的戰備存糧。

## 歷史

### 明治時代前
文明年間（1469年-1487年），作為肥後守護菊池氏同族的出田秀信開始建築千葉城。熊本城歷史就此開始。
16世紀早期出田氏勢力衰退。在大永、享祿年間為菊池氏領地，由鹿子木親員建造隈本城，並将藤崎八幡宮遷宮。1550年（天文19年）大友義鑑遭到家臣殺死。與義鑑敵對的菊池義武（義鑑之弟，以養子身份繼承菊池家）控制了隈本城。1554年大友氏攻佔隈本城，此後約30年左右由大友氏控制。
1587年（天正15年）豐臣秀吉完成九州征伐後，當時城主城久基移封筑後国。由秀吉家臣佐佐成政入主，成政不理秀吉指示進行檢地，導致了肥後國人一揆。1588年佐佐成政被責令切腹自盡，由加藤清正成為城主。
1591年加藤清正在茶臼山丘陵一帶開始建造城堡。約1600年（慶長5年）天守建造完成。關原之戰後清正成為肥後國52萬石大名。1606年築城完畢，翌年將城堡由隈本改名為熊本城。然而，在1625年（寬永2年），熊本城遭遇強烈地震，並且導致城內的火藥庫誘爆引發大火，破壞十分嚴重。
1632年（寬永9年）由細川忠利取代加藤氏管治熊本藩。忠利接管熊本城後，立刻下令儘速修復熊本城城池。該修理工程花了超過10年以上才算大功告成。後來，由於熊本地區在江戶時代頻發地震，所以歷代細川氏城主一直重視維修熊本城，避免城池遭受臨界損害。 直到廢藩置縣為止，為細川氏宗家的居城。

### 明治時代及之後
在幕末時代藩內分為学校黨、實學黨及敬神黨三派。1870年實學黨以「戰國時代的遺物」向新政府提出拆城建議。但是拆除當天卻停止工作。
1871年廢藩置縣，熊本縣縣廳在城內二丸設置。同年縣廳改在花畑邸鎮西鎮台。駐守熊本鎮台後，將老朽化的櫓及多重櫓逐個拆卸。特別是西出丸石垣。在西南戰爭前，只俘留本丸主要部份的天守及本丸御殿。
1876年神風連之亂（亦稱敬神黨之亂）期間，反亂者太田黑伴雄控制了城內的砲兵營，很快被政府軍鎮壓。
西南戰爭時期，熊本城是政府軍的重要根據地，對抗守舊勢力西鄉隆盛所帶領的西鄉軍。不過在西鄉軍發動攻勢之前，其天守閣意外發生大火，火勢雖然立刻獲得控制，但是許多重要的文物、城樓已遭到燒毀。戰爭方面，政府軍在谷干城指揮下成功擊退西鄉軍，西鄉軍並沒有一人進入城中範圍內。
西南戰爭後直至大正年間，倖免於火災的另一部分城樓被陸軍逐個拆除。
1884年城内設置午砲台，使用空砲進行報時（1941年停止）。
1933年熊本城跡列為日本指定史跡。1955年列為日本的特定史跡。1960年慶祝熊本城350周年，熊本市籌得1億8000萬日圓重建包括大小天守、平櫓等。城內公園亦開始收費。而大天守內部為博物館。2007年建城400周年紀念，再將部份建築還原。
2016年4月14日開始，熊本縣发生多宗震度逾6級的地震，其中16日的主震達芮氏規模7.3，造成熊本城多處城牆石垣及屋瓦崩落。熊本市市長大西一史於7月26日表示，熊本城天守閣將於2019年修復，而整座城的修復希望能在20年內完成，總體修復費用逾600億日圓。 截至2016年6月8日，城堡的修復計劃已正式開始。
2021年4月26日，大小天守閣提前修復完成並且開放遊客參觀；而整座城堡的完全修復和復原的完成日期計劃預定在2036年。

## 構造
熊本城是一座平山城。城池全長5.3公里。西南的古隈本城及東北的千葉城被包括在内，稱為出丸。

### 石垣
清正特別擅於建造石垣。熊本城的石垣大多修建成「武者返」的形状，起初坡度较平缓，到上部则近乎垂直。城池採用蔚山倭城時的技術。防守集中在南方，以應付假想敵薩摩藩的入侵。在熊本市役所外的石垣，更為日本最長的。

### 天守
天守是連結式望樓型，大天守是3重6層及一層地庫，稱為「第一天守」。小天守是3重4層及一層地庫，稱為「第二天守」或「御上」，是城主夫人的居所。另外，城東北的清正建立的豐國廟跡（立田山中腹）和城西南妙解寺跡（花岡山麓）的細川家靈廟，这两者与天守在一條直線上。
2021年後修復的天守閣則是融合了預防地震的最新技術與傳統技法，並設置了防震的制震阻尼器。

### 櫓
建築物方面，以黑色作為外觀，天守以外的櫓、門的屋頂少見彎曲，大多數為直線。多重櫓全為望樓型，當中以宇土櫓最高。

#### 宇土櫓
宇土櫓的由來眾說紛紜，一傳是如櫓內展示文獻中記載宇土櫓是由小西行長所建造的宇土城天守閣拆解後搬到熊本城組裝的，亦有傳如熊本城官方網站所說宇士橹的命名是由於曾是宇土城主的小西行長家臣置身於此櫓附近而命名，但是否史實則不能確定。
宇土櫓結構為三重五階地下一階。因其結構和規模與天守閣無差，因而被稱為「第三座天守」。
宇土櫓因避過西南戰爭的火災而得以完整地保留下來，是現存十二棟三重櫓之一，亦是現存三重櫓中唯一一棟三重五階櫓，因此被列為日本重要文化財，極具歷史價值。
在近代建造的現存天守、櫓之中，宇土櫓是第四高。僅次於姬路城、松本城及松江城。
2016年發生規模7.3的熊本大地震，造成熊本城多處城牆石垣及屋瓦崩落。雖然宇土櫓右方連接著的続櫓和二重櫓在地震中倒塌，宇土櫓也受到一定的傷害，但五階櫓本體和下方石垣始終抵住地震的破壞，400年前的建築，仍然能抵擋現今地震，可謂體現堅實的防禦能力，亦被日本稱為「不屈之櫓」。

## 遺構
現存以下十三棟建築：宇土櫓、監物櫓（長岡圖書預櫓）、平櫓、五間櫓、北十八間櫓、東十八間櫓、源之進櫓、四間櫓、十四間櫓、七間櫓、田子櫓共十一座櫓，及長塀（全長約242m）和不開門。全為日本重要文化財。

## 关联条目
- 日本100名城
- 日本城堡列表
- 加藤清正
- 本妙寺（日语：本妙寺 (熊本市)）
- 水前寺成趣園
  - 出水神社 (熊本市)

## 外部連結
- 维基共享资源上的相關多媒體資源：熊本城
- OpenStreetMap上有關熊本城的地理
- 熊本城官網 （页面存档备份，存于）